# Nagybakónak, Zala
Nagybakónak  este un sat în districtul Nagykanizsa, județul Zala, Ungaria, având o populație de 419 locuitori (2011). 

## Demografie
Componența etnică a satului Nagybakónak
     Maghiari (92,86%)
     Romi (6,35%)
     Germani (0,79%)
Componența confesională a satului Nagybakónak
     Romano-catolici (58%)
     Fără religie (7,64%)
     Reformați (2,39%)
     Necunoscută (31,98%)
Conform recensământului din 2011, satul Nagybakónak avea 419 locuitori. Din punct de vedere etnic, majoritatea locuitorilor (92,86%) erau maghiari, cu o minoritate de romi (6,35%).  Din punct de vedere confesional, majoritatea locuitorilor (58,0%) erau romano-catolici, existând și minorități de persoane fără religie (7,64%) și reformați (2,39%). Pentru 31,98% din locuitori nu este cunoscută apartenența confesională.